# Борушко, Геннадий Григорьевич
Генна́дий Григо́рьевич Борушко (4 октября 1927, Хабаровск, Дальневосточный край, СССР — 26 января 1992, Барнаул, Алтайский край, Россия) — осмотрщик вагонного депо станции Барнаул (Алтайский край), Герой Социалистического Труда (1966).

## Биография
Родился 4 октября 1927 года в Хабаровске, Дальневосточный край (ныне Хабаровский край).
Работать начал в 1944 году в вагонном депо станции Барнаул рабочим, затем был слесарем, поездным вагонным мастером, приемщиком вагонов, в 1947—1987 годах — осмотрщиком пункта технического осмотра (ПТО). В 1964—1968 годах учился в Томском техникуме железнодорожного транспорта.
Автор рацпредложений по улучшению работы ПТО. Обучил десятки человек по должности слесаря и осмотрщика вагонов.
Указом Президиума Верховного Совета СССР от 4 августа 1966 года «за выдающиеся успехи, достигнутые в выполнении заданий семилетнего плана перевозок, развитии и технической реконструкции железнодорожного транспорта» удостоен звания Героя Социалистического Труда с вручением ордена Ленина и золотой медали «Серп и Молот».
Депутат Алтайского краевого Совета народных депутатов, городского и районного Советов народных депутатов Барнаула.
В 1987 году ушёл на заслуженный отдых.
Жил в Барнауле, где скончался 26 января 1992 года.
Награждён орденами Ленина (04.08.1966), «Знак Почёта» (01.08.1959), медалями, в том числе «За трудовое отличие» (31.07.1954).